# Поместье Арнгейм
«Поместье Арнгейм» (в первом переводе на русский язык — «Арнгейм»; англ. Mellonta Tauta) — рассказ Эдгара Аллана По, впервые опубликованный в октябре 1842 года в журнале The Ladies Companion под названием «Декоративный сад». Окончательный вариант рассказа увидел свет в марте 1847 года в журнале Columbian Lady’s and Gentleman’s Magazine .
Главный герой рассказа — человек, получивший громадное наследство и решивший потратить деньги на создание идеального ландшафта. С «Поместьем Арнгейма» связан маленький рассказ «Домик Лэндора», написанный в 1849 году: в нём описывается ещё один идеальный пейзаж.